# Trentin-Haut-Adige
Le Trentin-Haut-Adige ou Trentin-Tyrol du Sud  (en italien : Trentino-Alto Adige ; en allemand : Trentino-Südtirol) est une région autonome d'Italie septentrionale comptant plus d'un million d'habitants. Composé d'une population partiellement germanophone, cette région est frontalière avec l'Autriche (land du Tyrol) via le col du Brenner et avec la Suisse (canton des Grisons). Son économie repose notamment sur le tourisme avec de nombreux domaines skiables reliés dans le secteur alpin des Dolomites.
La région comprend la province autonome de Bolzano, aussi appelé Haut-Adige (Alto Adige) ou Tyrol du Sud (Südtirol) qui est officiellement bilingue, ainsi que la province autonome de Trente et sa capitale est Trente.

## Histoire

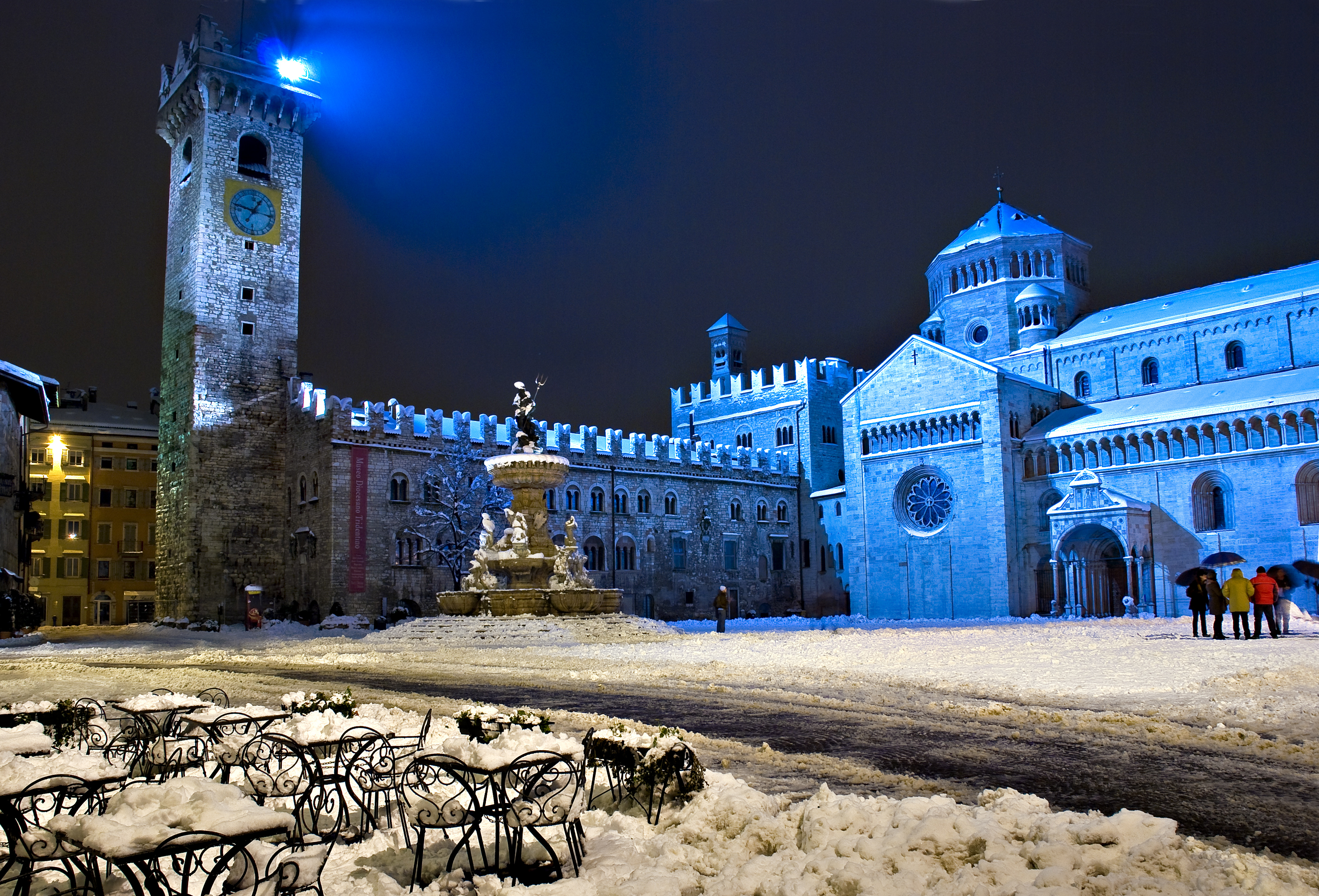
Piazza Duomo de Trente.

La région est autrichienne jusqu'en 1919, quand elle fut rattachée à l'Italie à l'issue de la Première Guerre mondiale. Le territoire fut rebaptisé Venezia Tridentina. Le régime fasciste essaya d'italianiser la population de langue allemande, mais sans succès. Conjointement, il favorisa une immigration italienne massive.
Après la Seconde Guerre mondiale, le Haut-Adige reste à l'Italie, mais les Alliés imposent à celle-ci un engagement de protection de la minorité de langue allemande, octroyant une vraie autonomie à la province de Bolzano (Accord De Gasperi-Gruber, 5 septembre 1946). Le président du conseil italien, Alcide de Gasperi, originaire de Pieve Tesino dans la province de Trente, voulut élargir cette autonomie à ses concitoyens. Ainsi fut créée la région Trentin-Haut-Adige, où les Italiens étaient majoritaires, rendant impossible l'auto-administration des Tyroliens du Sud. Pour cette raison et pour celle de l'installation d'italophones, l'insatisfaction de la population allemande croît et culmine dans les années 1960 avec le mouvement terroriste du BAS (all. Befreiungsausschuss Südtirol - Comité pour la libération du Tyrol du Sud), qui revendiquait la réunification du Tyrol au sein de l'Autriche. Au début, les actions étaient dirigées exclusivement contre les biens (monuments fascistes, lignes électriques) et non contre les personnes.
En 1972, un nouveau statut d'autonomie entra en vigueur. La plupart des compétences législatives et administratives ainsi que les ressources financières ont été transférées de la région Trentin-Haut-Adige aux deux provinces de Trente et Bolzano.

## Géographie

Altimètres du Trentin-Haut-Adige.

Le Trentin-Haut-Adige est la région italienne la plus septentrionale et est très majoritairement montagneuse, marquée par les formes abruptes et pittoresques des Dolomites, à l'exception de la vallée de l'Adige et de la valle dei Laghi, toutes deux situées en deçà de 200 m d’altitude et donc considérées comme plaines. Ces vallées comprennent de grandes zones plates telles que la Piana Rotaliana et la Piana dell'Alto Garda. Alors que dans la partie sud de la région, sur les rives du lac de Garde, l'altitude chute à 65 m, les plus hautes chaînes de montagnes culminent à plus de 3 900 m. La proéminence topographique atteint ainsi presque 4 000 m.
Avec ses 13 607 km2 et ses 1 070 000 habitants, le Trentin-Haut-Adige est l'une des régions les moins densément peuplées. Sa densité, 79 hab./km2, est bien en deçà de la moyenne nationale, la plaçant en cinquième position, après la Vallée d'Aoste, le Basilicate, la Sardaigne et le Molise dans le rapport entre le nombre d'habitants et la surface territoriale.
Compte tenu de l'orographie du territoire, il existe des différences significatives entre la densité d'habitants des zones de haute montagne (où, par ailleurs, le dépeuplement et la migration vers les villes des principales vallées ont eu lieu) et celle des principales vallées, en particulier la vallée de l'Adige, où se trouvent Trente et Bolzano.
La région est bordée à l'est et au sud-est par la Vénétie, à l'ouest et au sud-ouest par la Lombardie, au nord et au nord-est par les Länder autrichiens du Tyrol et de Salzbourg, et au nord-ouest avec le canton suisse des Grisons. Predoi est la commune la plus septentrionale de la région et de l'Italie ; la municipalité est la seule en Italie à être située plus au nord que le 47e parallèle.
La région se situe entre les Alpes centrales et orientales, tandis qu'au sud, la frontière est délimitée par le lac de Garde et les Préalpes vicentines.

### Topographie

#### Vallées
La vallée principale est la vallée de l'Adige qui s'étend entre Mérano et Rovereto, comprenant les capitales des deux provinces de la région.
Les autres vallées notables situées dans le Trentin sont la vallée de Primiero, la vallée de Cembra, le val di Fassa, le val di Fiemme, la Vallagarina, la vallée des Lacs, la vallée de Ledro, la vallée des Mochènes, le val di Sole, le val di Non, le val Rendena, la vallée des Giudicarie (vallée duChiese) et la Valsugana. Dans le Tyrol du Sud, se trouvent le val Passiria, le val Martello, la vallée Isarco, le val Gardena, le val Pusteria, le val  Badia, le val Venosta, le val di Non, situé à la fois dans le Trentin et dans le Tyrol du Sud, et le val Müstair, vallée en partie comprise dans le canton suisse des Grisons.

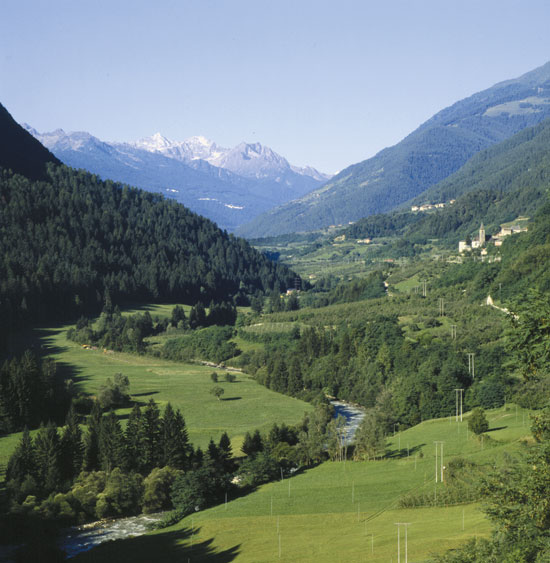
Val di Sole.
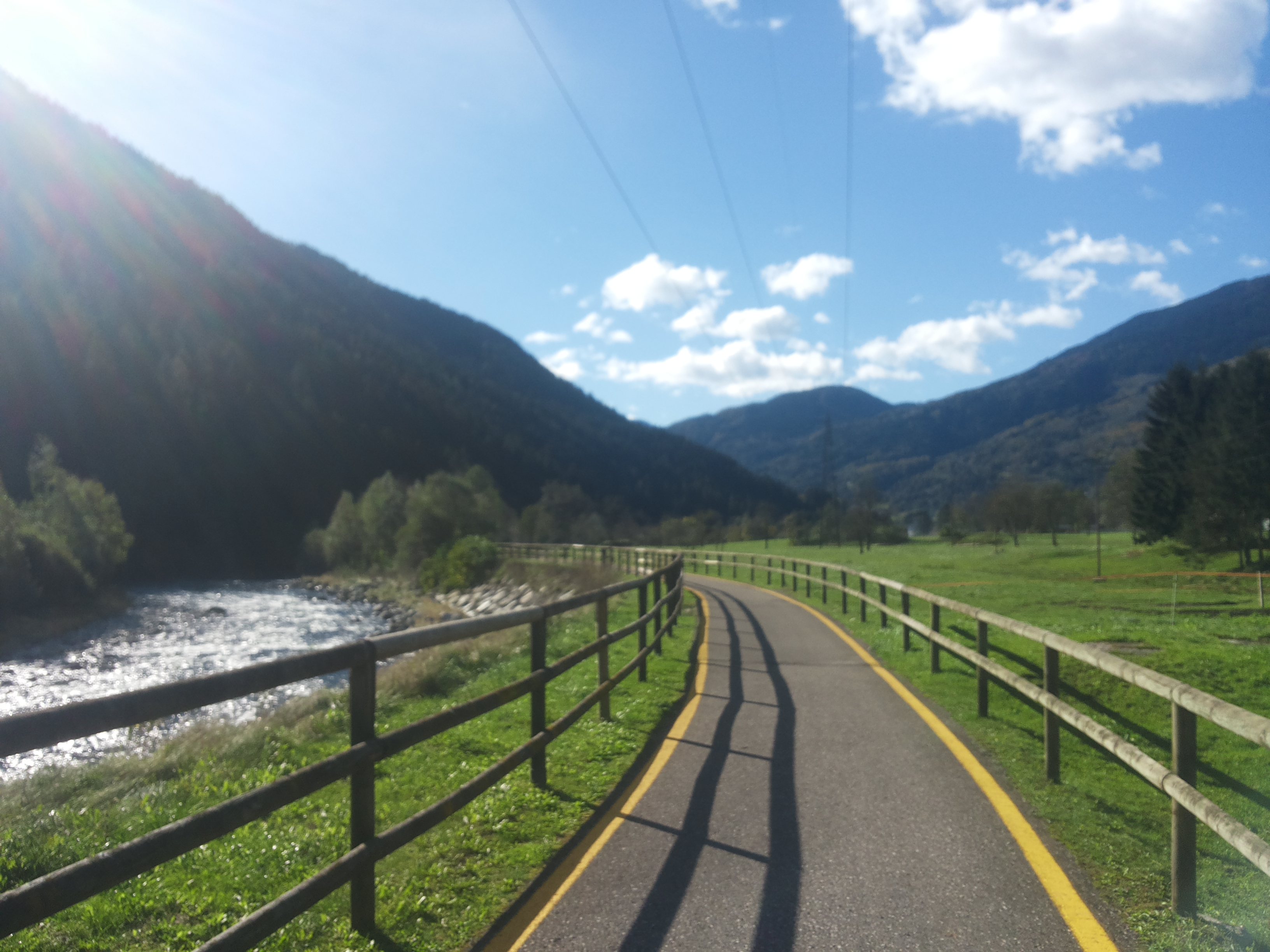
Piste cyclable dans le val Rendena.
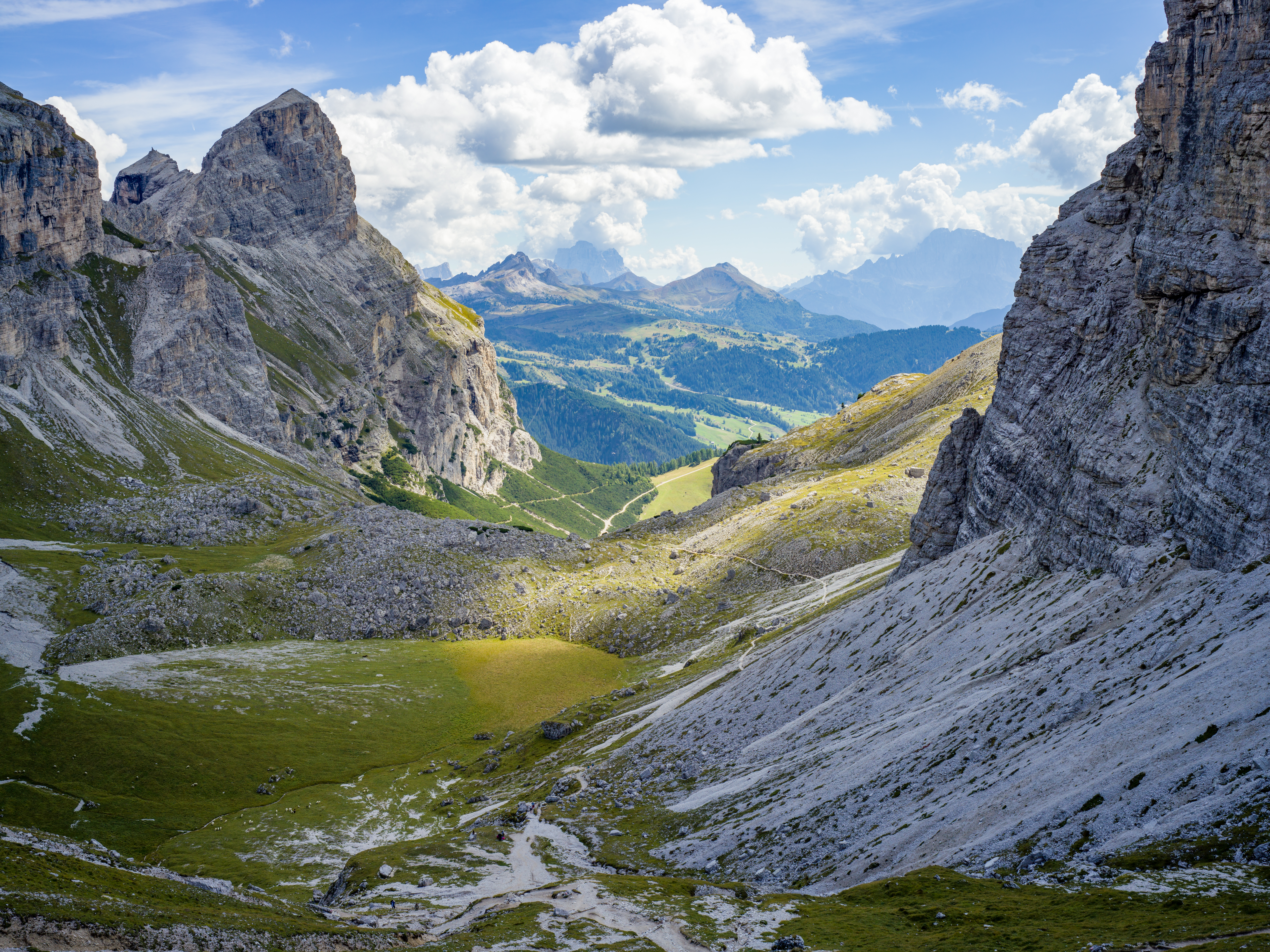
Val Badia.
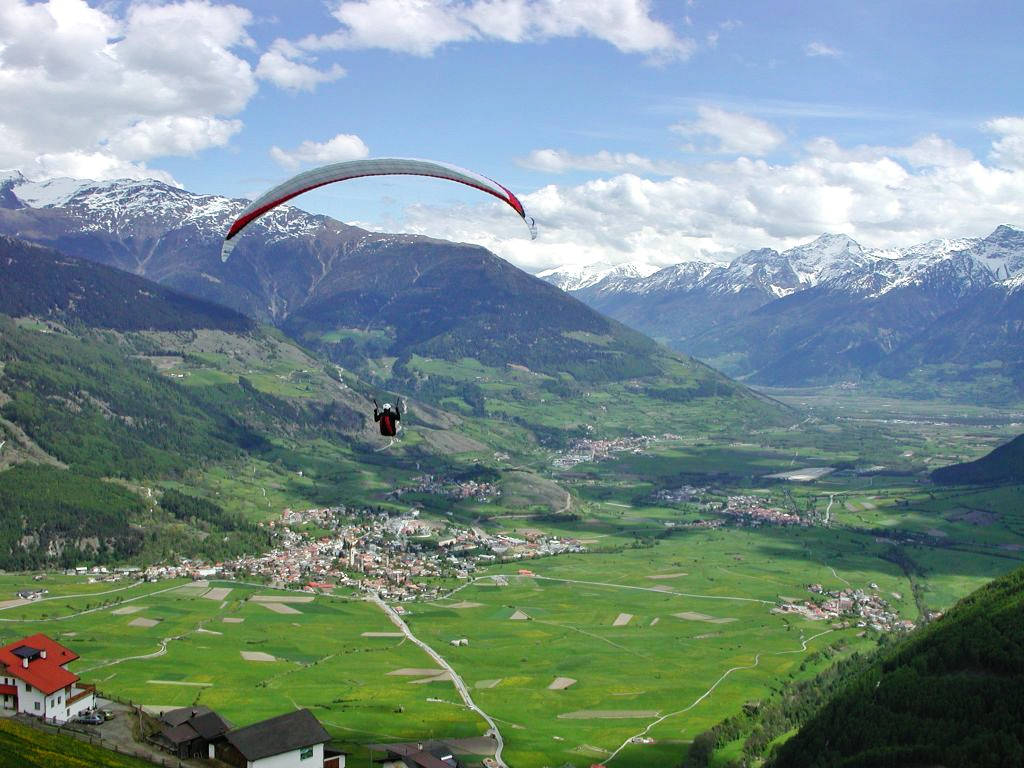
Val Vanosta.
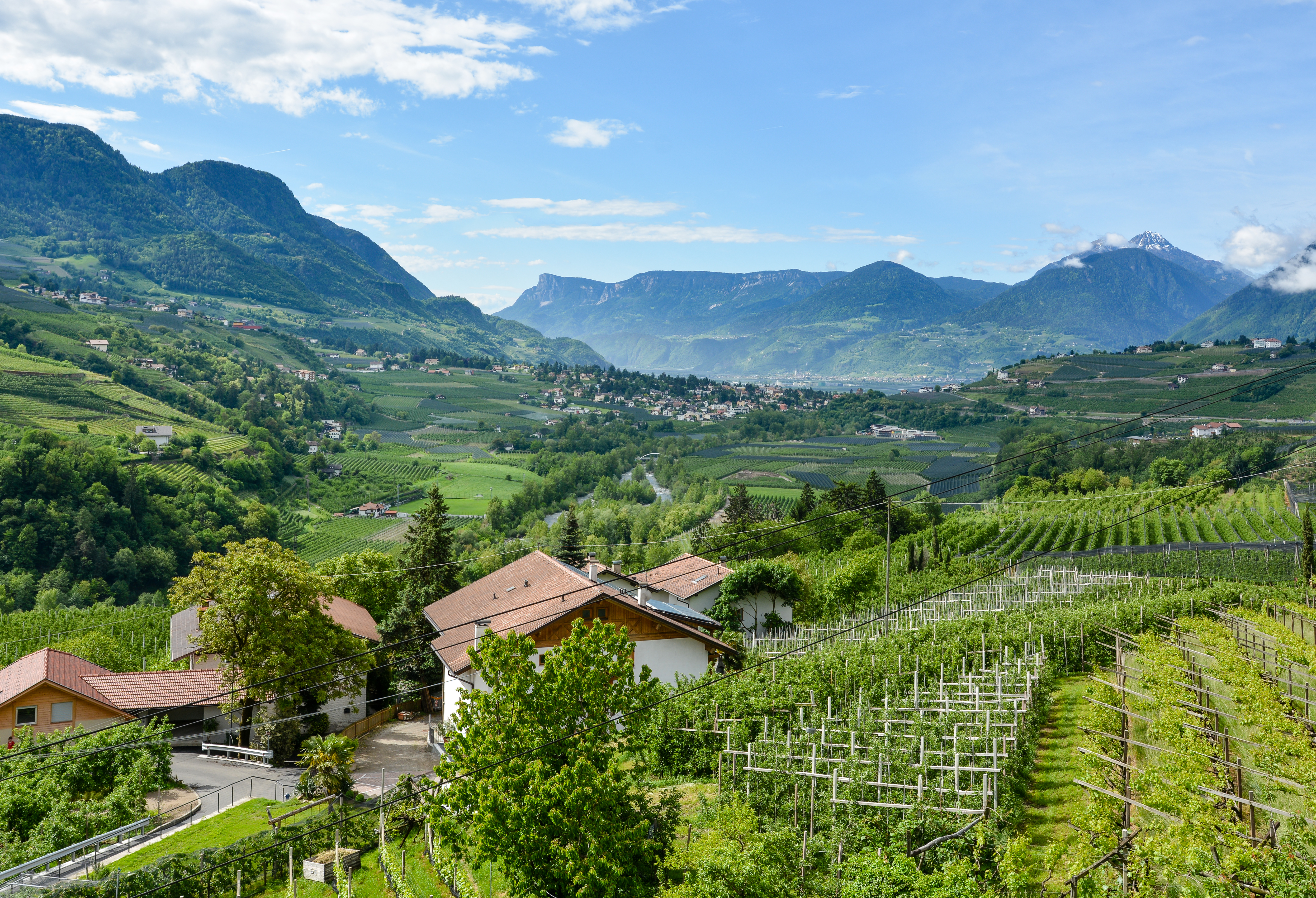
Val Passiria.

#### Cols
Territoire à dominance montagneuse, le Trentin-Haut-Adige est façonné par de nombreux cols permettant de passer de vallée en vallée. Le col du Brenner est le principal passage entre l'Italie et l'Autriche. C'est le passage le plus bas et le plus fréquenté entre le nord et le sud de la crête principale des Alpes et le seul qu'une voie ferrée de grand transit franchisse à ciel ouvert. Les autres cols routiers entre les deux pays sont le col de Resia, le Staller Sattel et le col du Rombo.
Alors que le col du Stelvio, col routier le plus haut d'Italie (route nationale 38), et le passo del Tonale forment la frontière entre le Trentin-Haut-Adige et la Lombardie, le Porte del Pasubio, le col Pordoi, le col de Valparola, le passo Cimabanche , le col du Monte Croce di Comelico, le col Valles, le passo Fedaia et le col de Campolongo chevauchent la Vénétie.
Parmi les cols internes du Trentin-Haut-Adige, citons le passo della Mendola, le passo Rolle, le col Sella, le col Furcia, le col Gardena et le col de Monte Giovo.
C'est aussi le cas notamment du col de San Pellegrino qui, bien que reliant la ville de Moena dans le val di Fassa à la commune de Falcade dans la vallée du Biois, est entièrement inclus dans le territoire du Trentin-Haut-Adige, la frontière avec la Vénétie étant à environ quatre kilomètres en aval du col du côté est et non au col topographique.

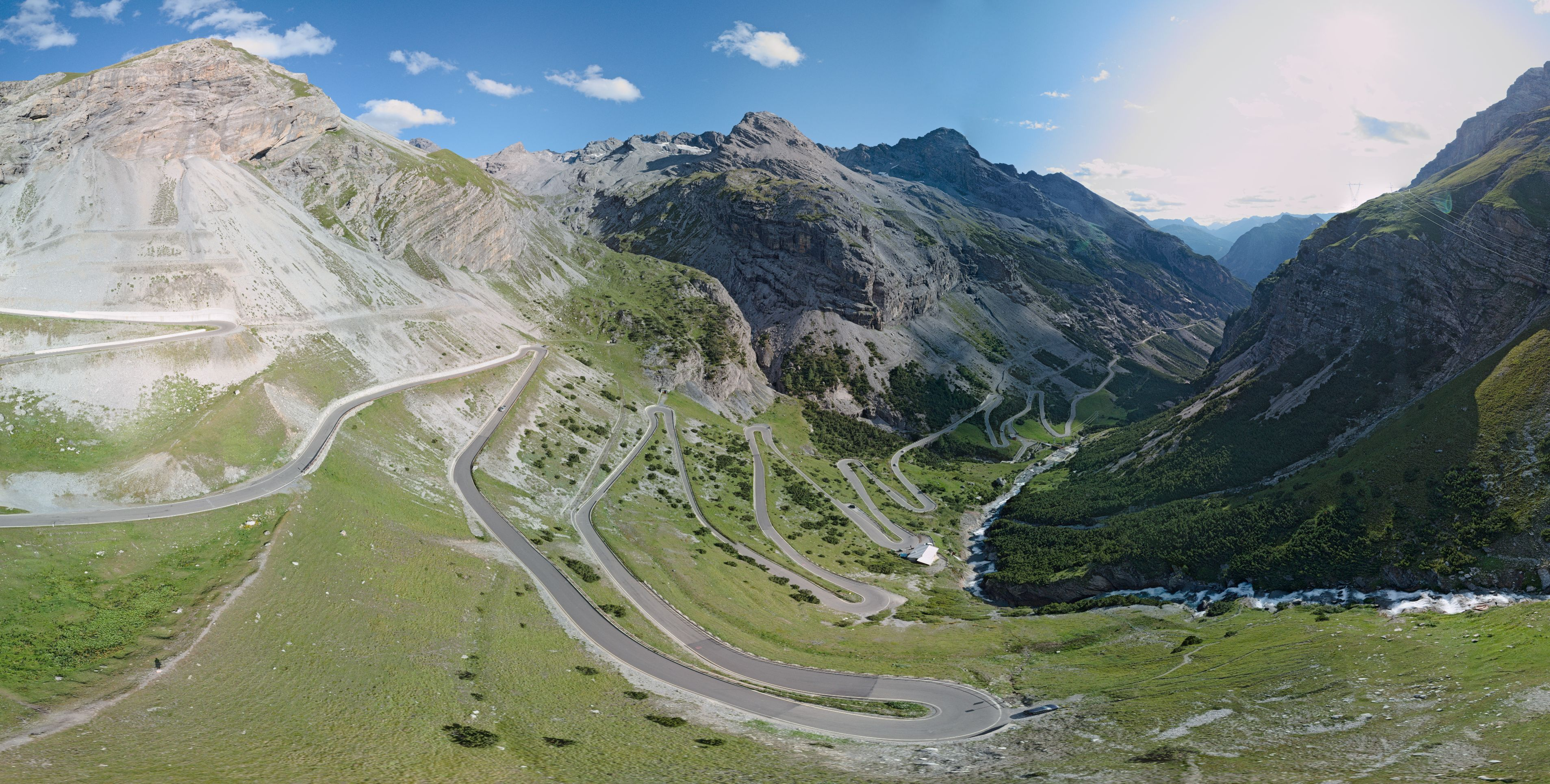
Les virages en épingle de la route du col du Stelvio du côté de la Valteline.
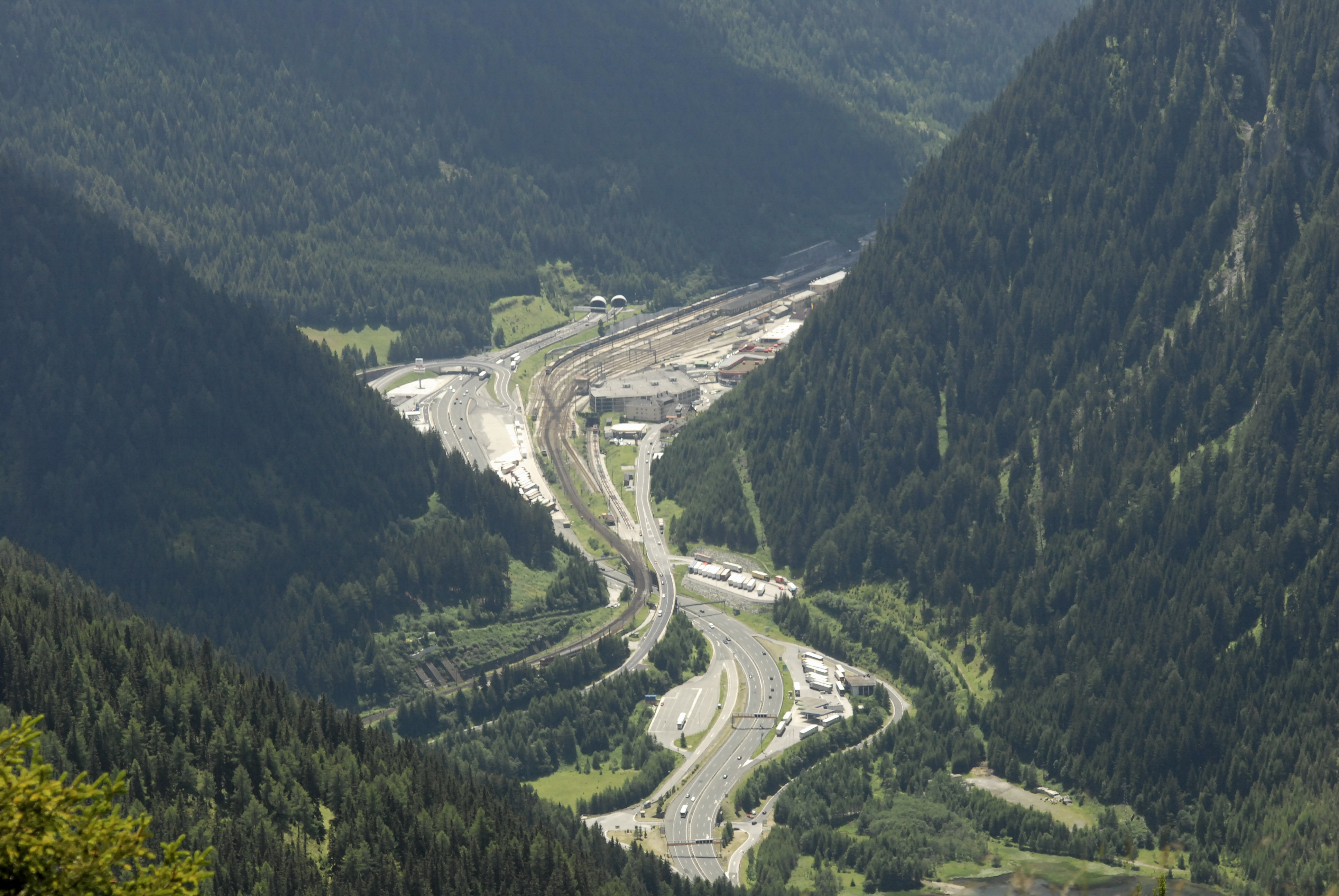
Le col du Brenner vu du nord.
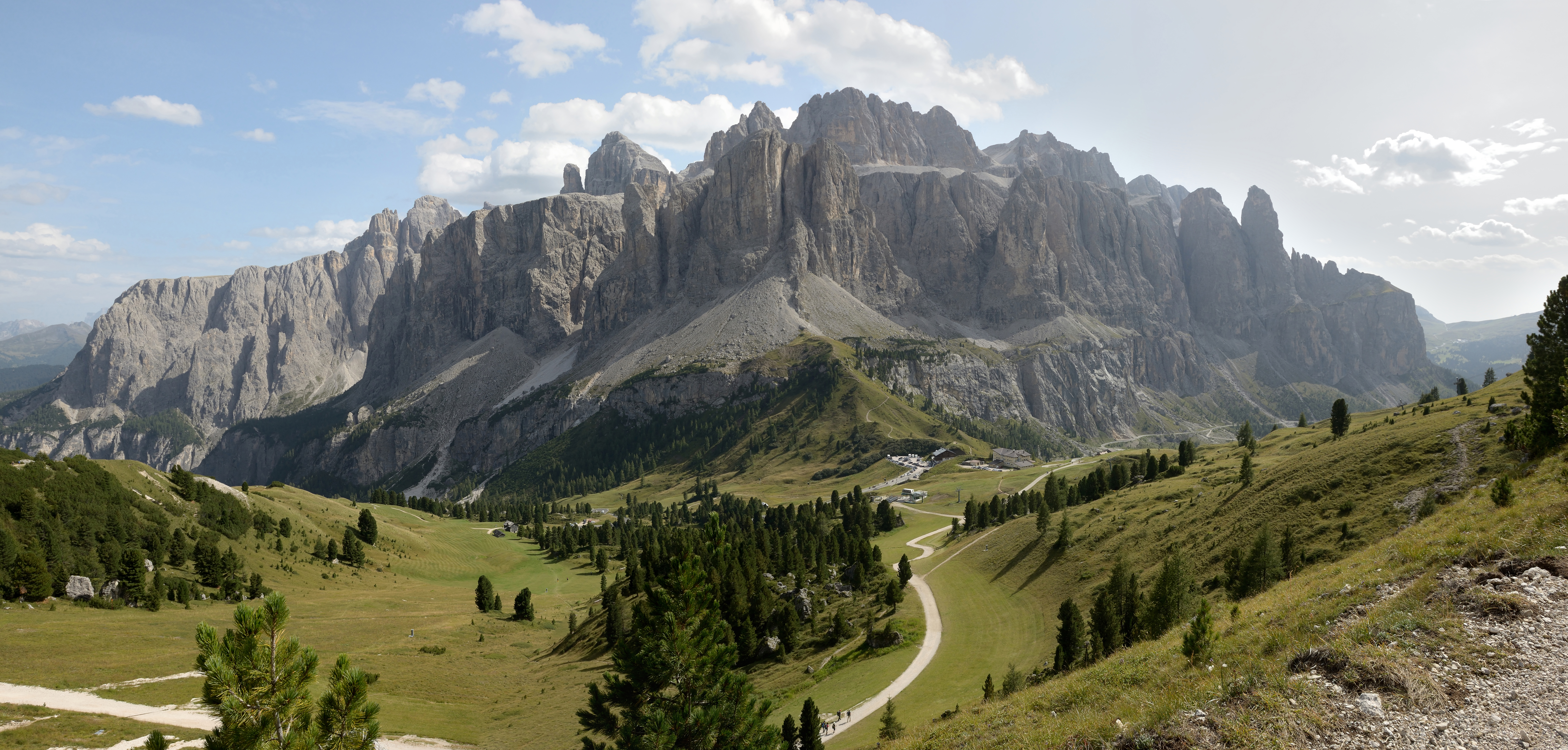
Le passo Gardena.
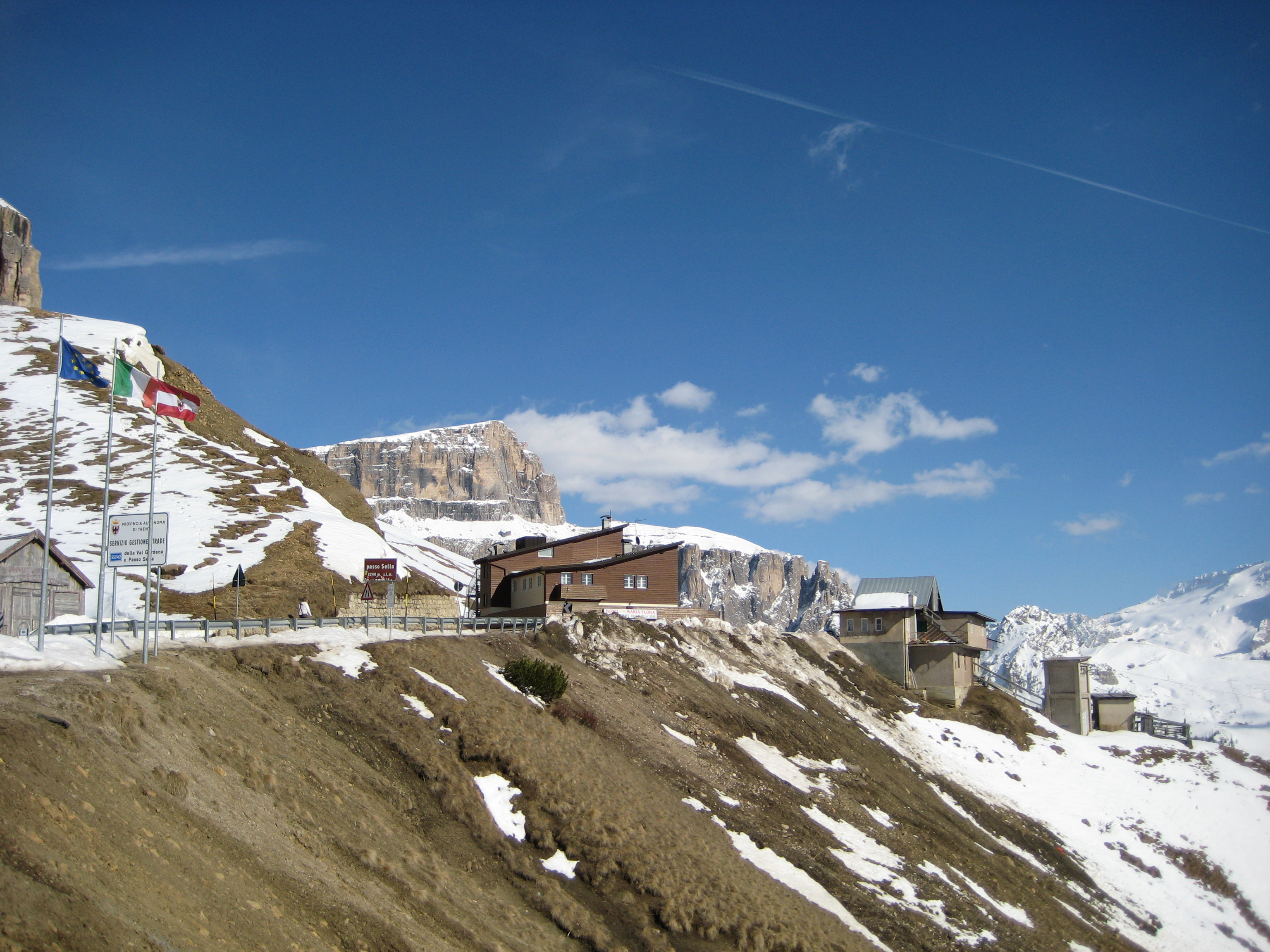
Le passo Sella.
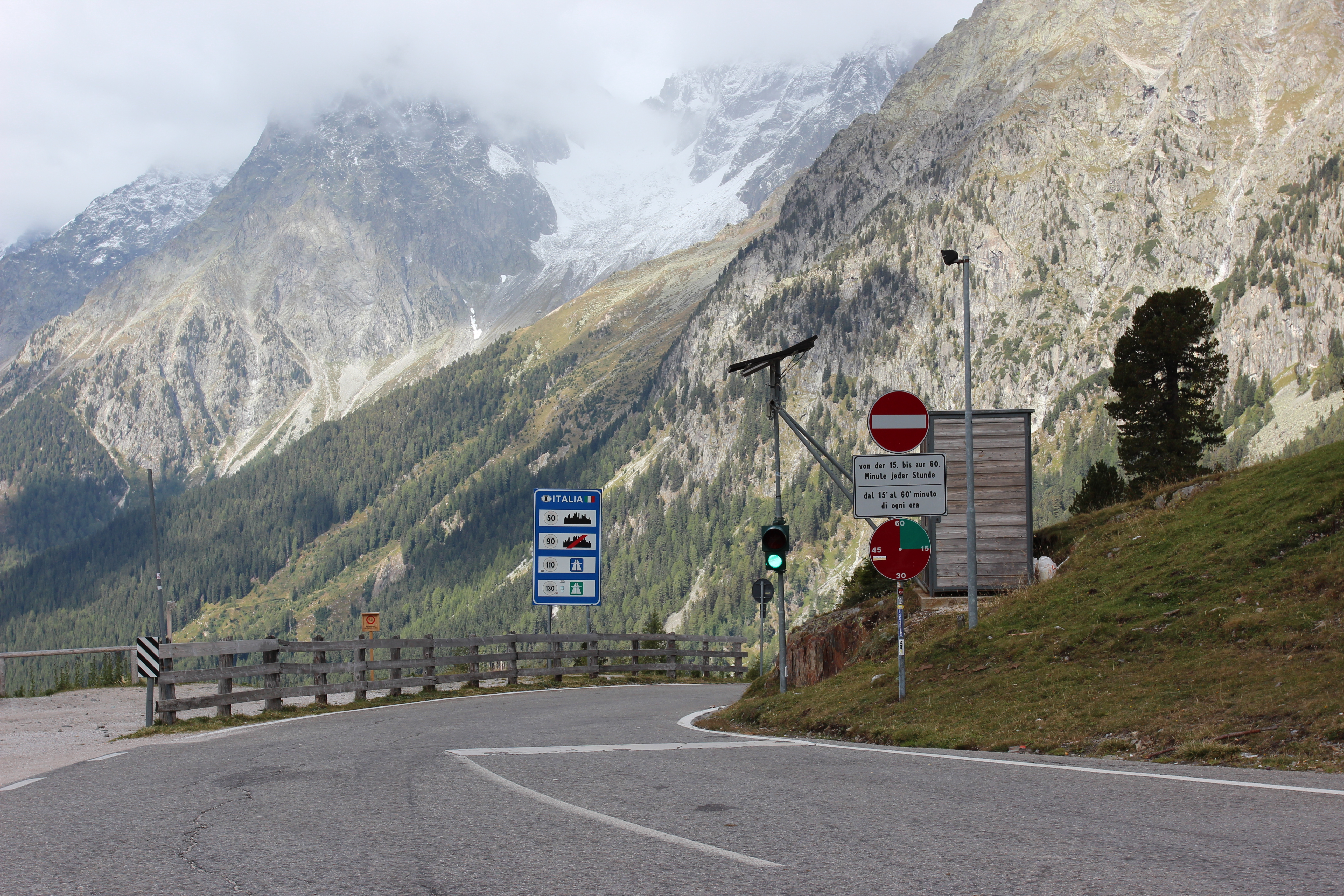
Staller Sattel avec le feu de circulation.

### Hydrologie

#### Cours d'eau
Le Trentin-Haut-Adige est riche en cours d'eau. Le fleuve principal est l'Adige, avec ses affluents non négligeables que représentent Passirio, l'Isarco (avec son affluent la Rienza), le Noce et l'Avisio. La Brenta, fleuve naissant dans le Trentin et se jetant dans la mer Adriatique, le Sarca, affluent du lac de Garde, le Chiese, affluent du Pô et la Drave, affluent du Danube dont les sources se trouvent dans le Tyrol du Sud, territoire où elle coule sur quelques kilomètres avant d'entrer sur le territoire autrichien, sont les principaux cours d'eau de la région. Ce dernier est le plus long fleuve coulant au moins partiellement sur le territoire italien.

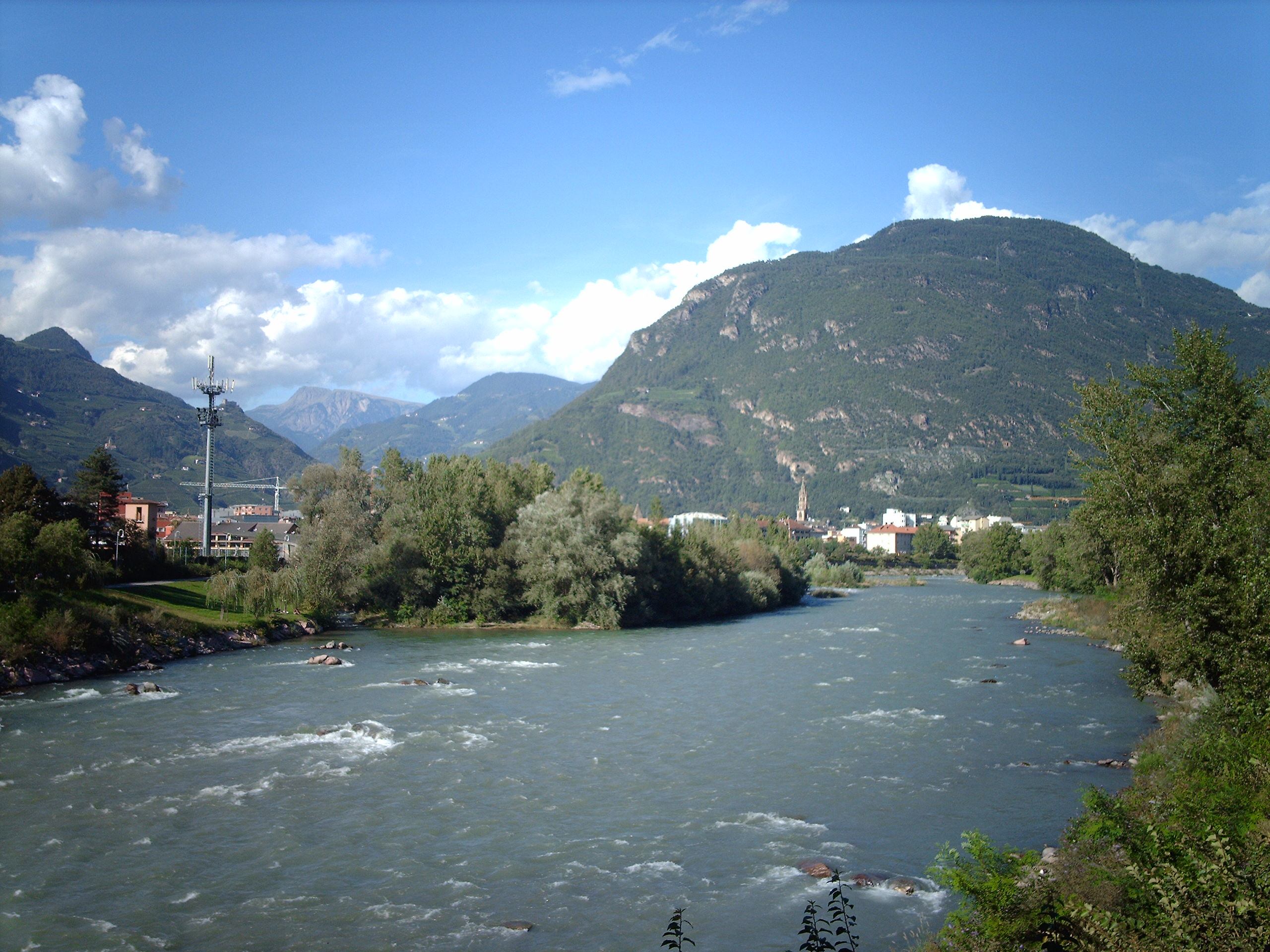
L'Isarco à Bolzano.
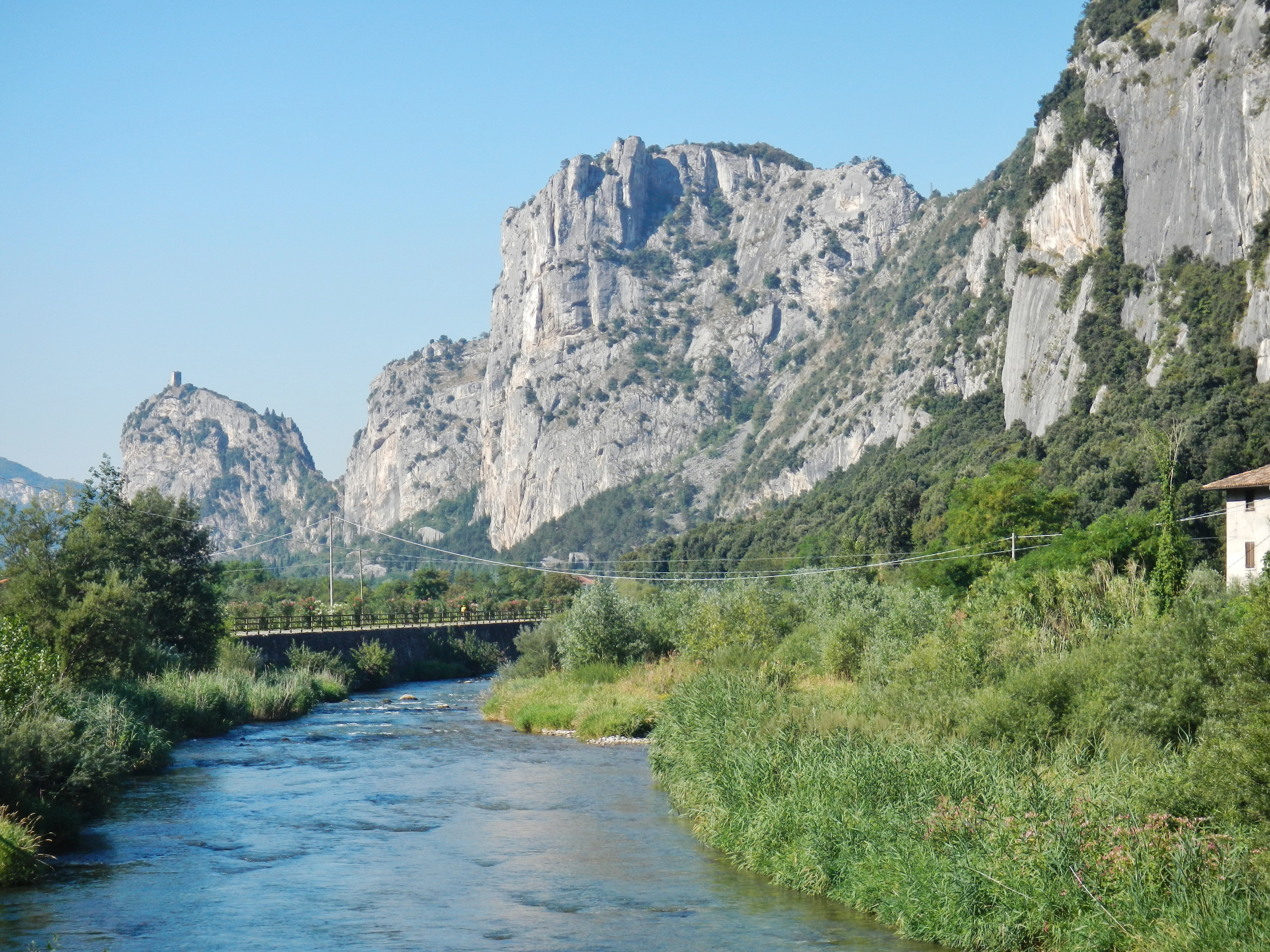
Le Sarca à Arco, peu avant son entrée dans le lac de Garde.
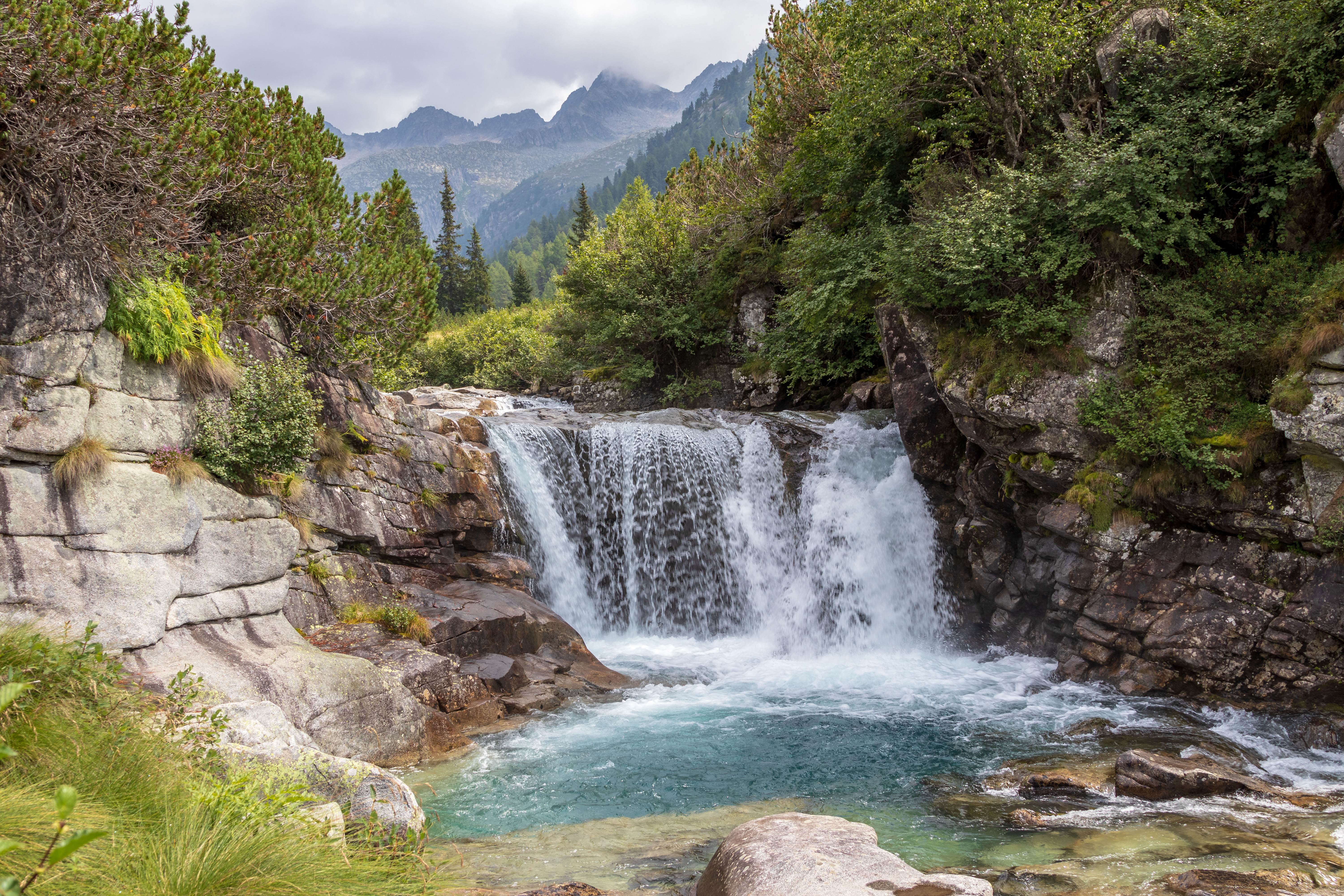
Le Chiese dans le val di Fumo, Trentin.

#### Lacs
Le territoire régional comprend la partie nord du lac de Garde, le plus grand lac de la région et de l'Italie, divisé entre le Trentin-Haut-Adige, la Vénétie et la Lombardie.
Le lac de Caldonazzo est le plus grand lac naturel qui se trouve entièrement dans la région. Cependant, le plus grand bassin intérieur du Trentin-Haut-Adige est le lac de Resia, retenue d'eau artificielle. Le lac de Santa Giustina (artificiel), le lac de Molveno, le lac de Ledro et le lac d'Idro (naturels) dépassent également les 2 km2.

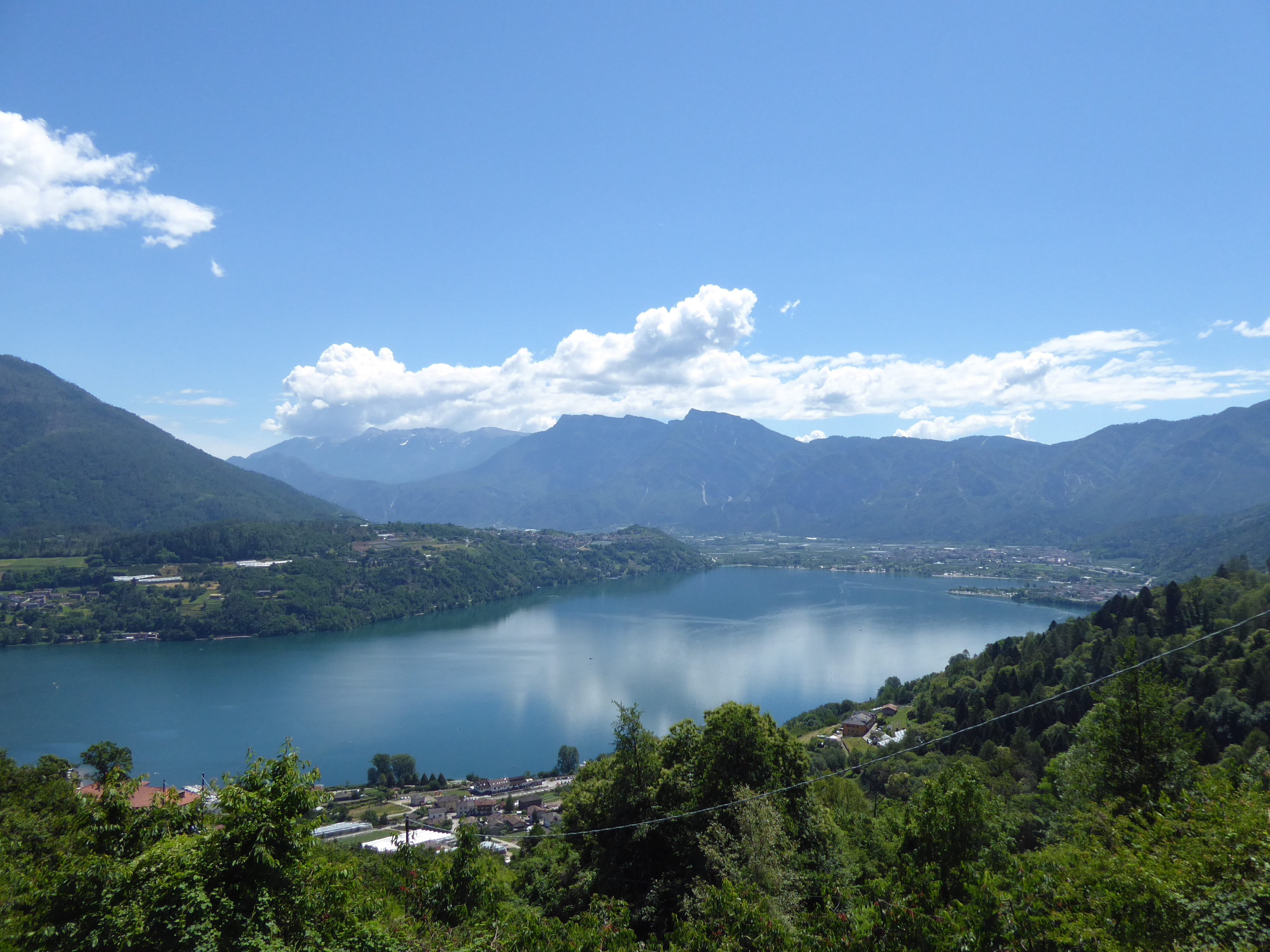
Le lac de Caldonazzo vu de Masi di Pergine.
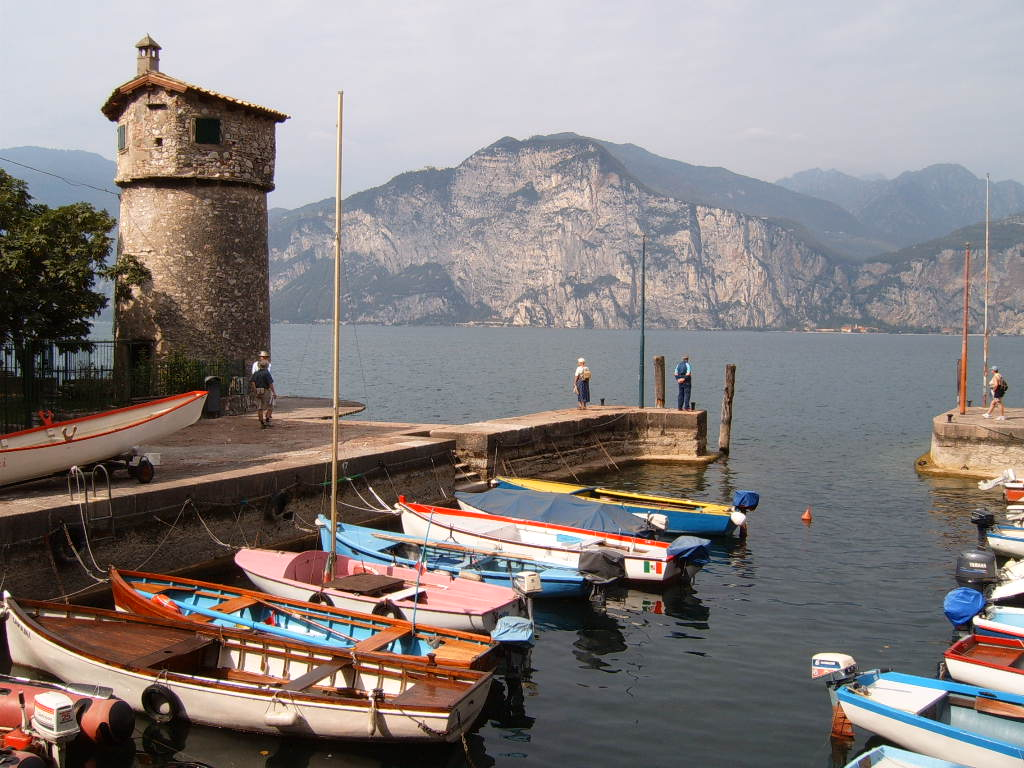
Lac de Garde depuis Malcesine.
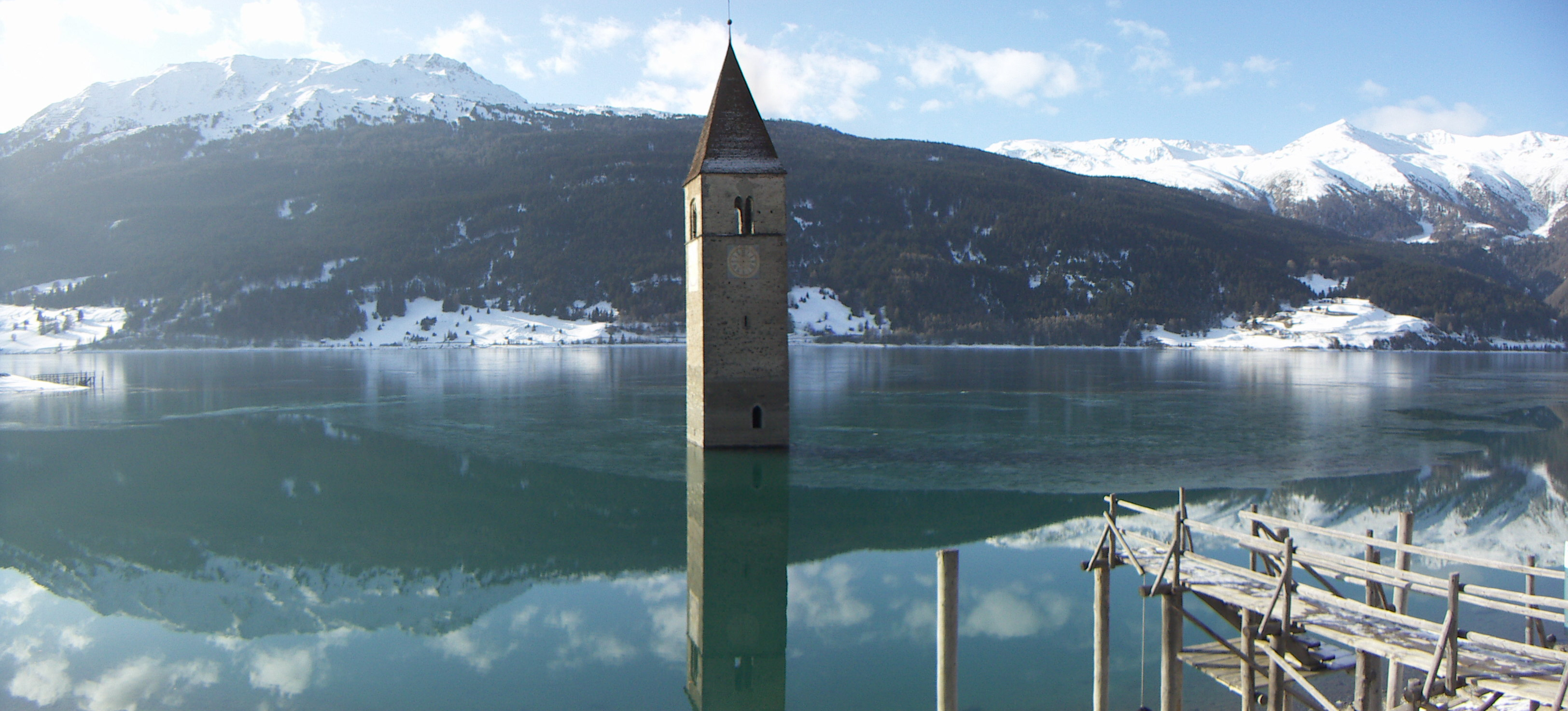
Lac de Resia.
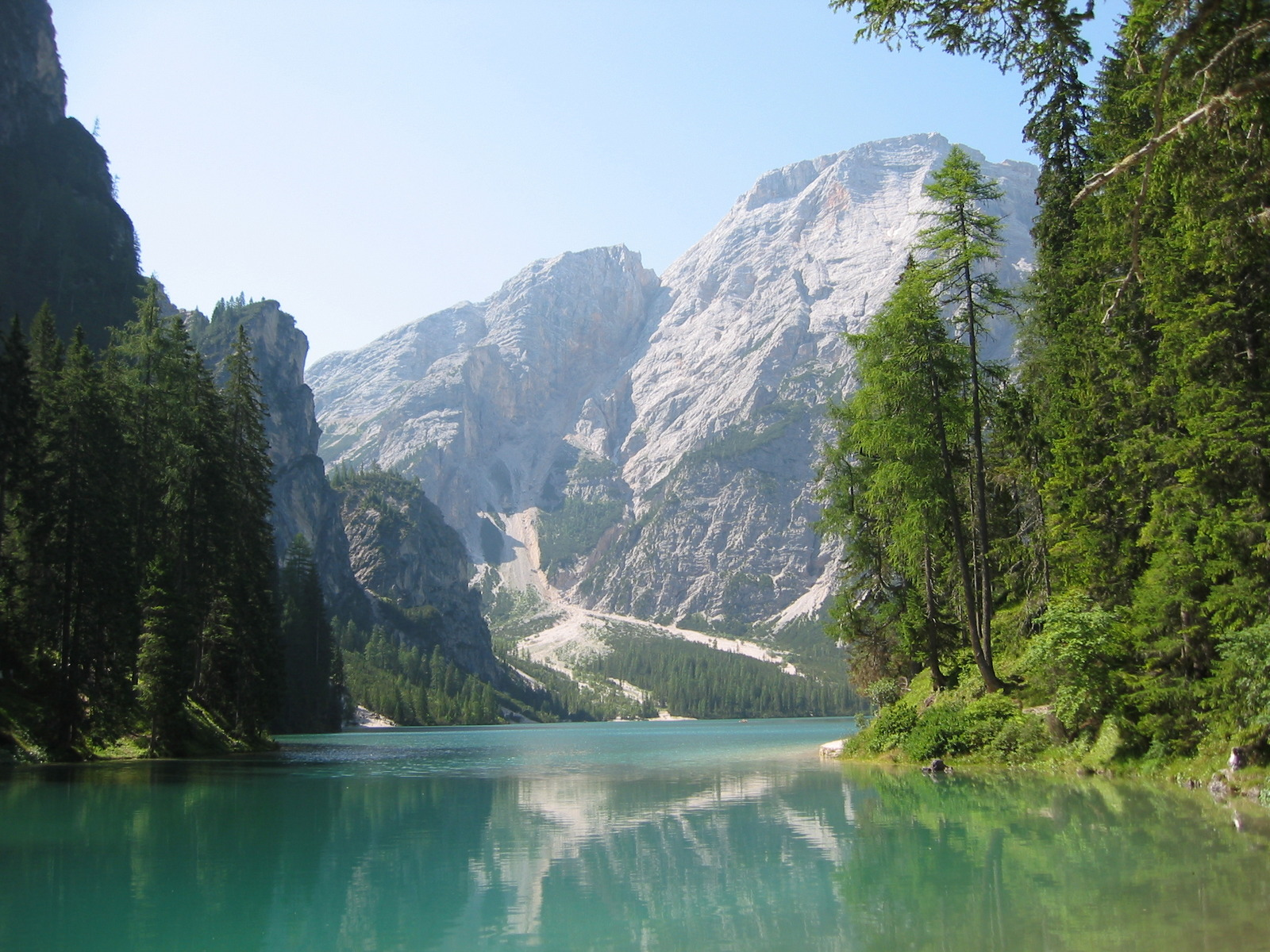
Lac de Braies.

## Climat

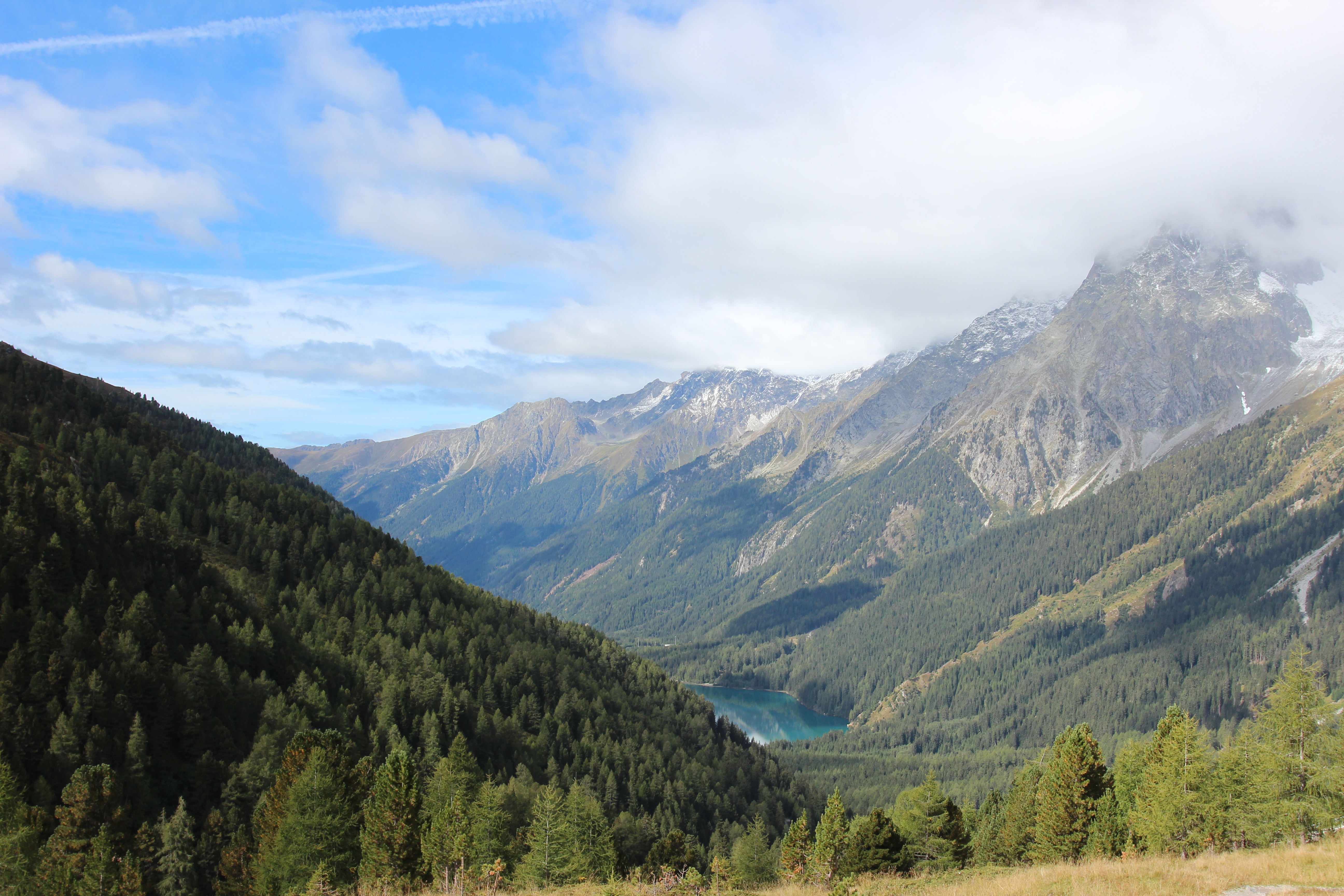
Vue depuis le Staller Sattel.

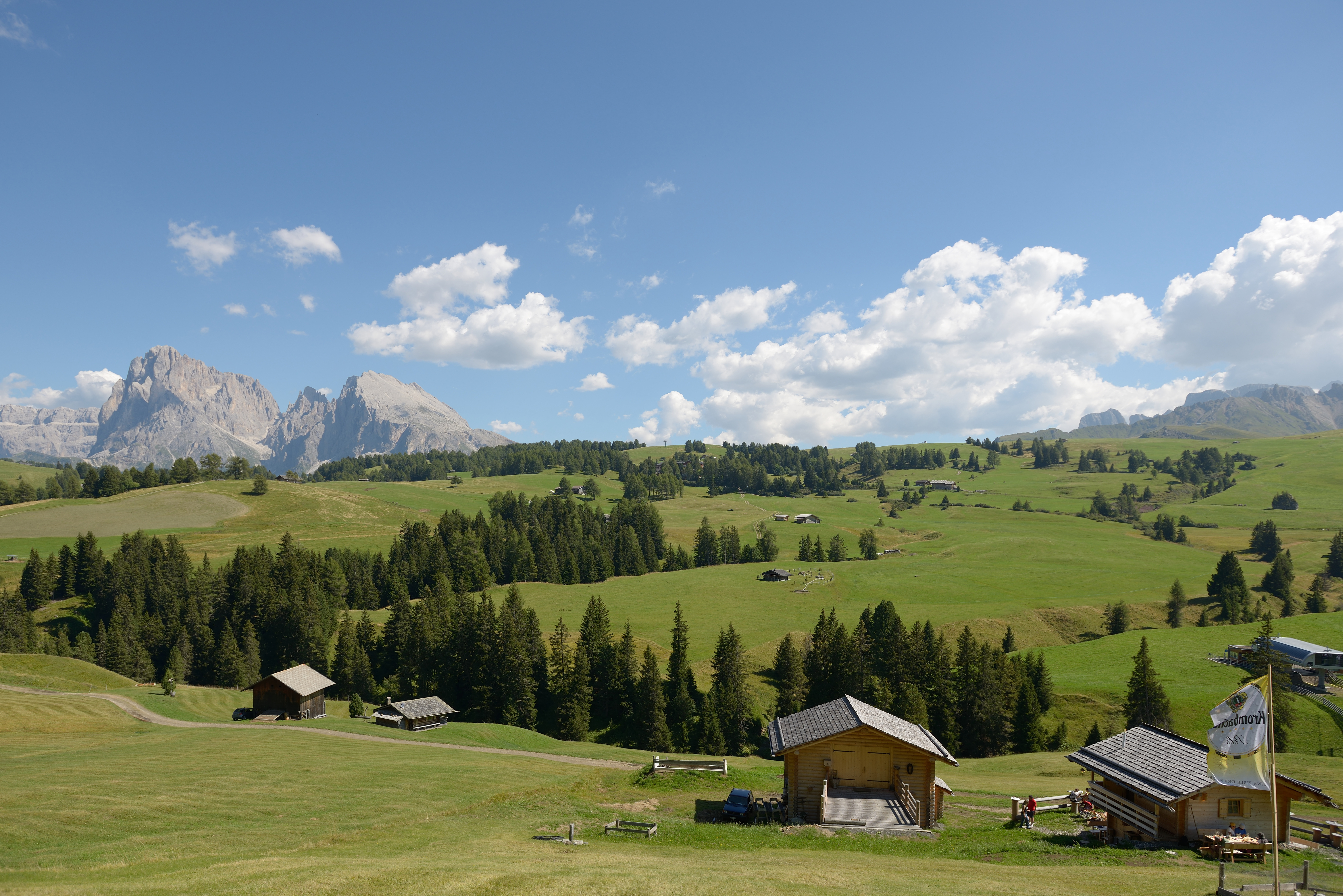
Alpe de Siusi.

Le Trentin-Haut-Adige est soumis à un climat bigarré ; alors qu'il présente des caractéristiques typiques du climat continental et alpin, en fonction de l'orographie, de l'exposition aux vents dominants, de l'altitude et de la présence de grands lacs alpins tels que le lac de Garde, il peut varier considérablement, jusqu'à présenter les caractéristiques du climat méditerranéen.
Les pluies varient selon l'altitude et l'orientation des reliefs. En général, les plus fortes précipitations tombent sur les plus hauts sommets et dans les secteurs sud et ouest de la région, où les vents occidentaux et méridionaux qui accompagnent le passage des perturbations atlantiques apportent de l'humidité : ici les pluies s'élèvent entre 1 200 et 1 400 mm par an. Continuant vers le nord et l'est, les Alpes font office de barrière naturelle et les précipitations annuelles diminuent progressivement, tombant en dessous de 1 000 mm. Généralement, dans les fonds de vallée, elles tombent entre 700 et 900 mm, mais dans les vallées les plus septentrionales du Tyrol du Sud, protégées par de hautes collines, les précipitations annuelles tombent en dessous de 600 mm par an. Les précipitations tombent principalement en été dans les Dolomites et le Tyrol du Sud, alors que dans le secteur sud de la région, les pics de précipitations sont observés pendant les saisons intermédiaires. En hiver les chutes de neige prédominent, plus abondantes sur les montagnes. Les précipitations sont généralement plus faibles en hiver.
Les vents les plus fréquents sont d'origine occidentale et méridionale, en particulier pendant les saisons intermédiaires et en été. Inversement, en hiver, les courants du nord ou de l'est prédominent, ce qui apporte un temps froid et sec. Les courants du sud sont les principaux responsables des épisodes de mauvais temps. Le foehn est également caractéristique des vallées alpines.
Les étés sont chauds avec des valeurs qui dépassent facilement 30 °C et des vagues de chaleur peuvent toucher voire dépasser 35 °C dans les bassins internes (en particulier dans le bassin de Bolzano) ; les hivers sont rudes. Dans les zones de montagne les plus hautes, les températures chutent facilement en dessous de 0 °C et sont souvent les zones les plus froides d'Italie. Même dans les zones restantes de la région, les hivers sont sévères, mais l'action protectrice des reliefs d'un côté et de l'atténuation du lac de Garde de l'autre amortit sévèrement les rigueurs hivernales. Pendant les saisons intermédiaires, les températures subissent des changements soudains, mais sont généralement assez douces avec des moyennes qui se situent entre 10 et 15 °C dans les fonds de vallée.

## Administration

### Administration provinciale

Les deux provinces du Trentin-Haut-Adige.

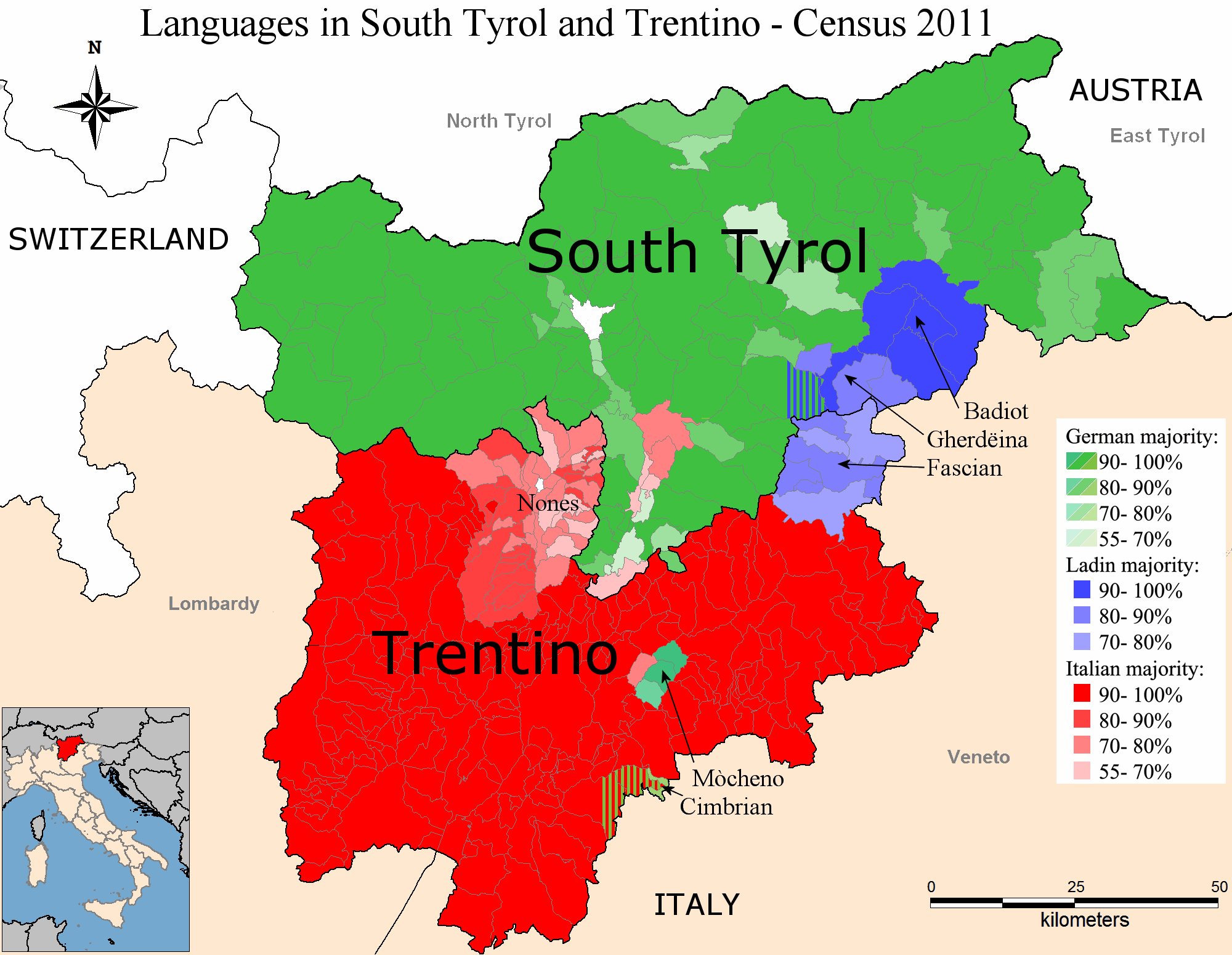
Langues allemande et italienne dans le Trentin-Haute-Adige.

Le Trentin-Haut-Adige est subdivisé en deux provinces, appelées autonomes parce qu'il s'agit des seules provinces italiennes qui sont dotées de pouvoir législatif et ne sont pas soumises à la région.
| Province                     | Toponyme alternatif      | Code | Population (2009) | Superficie (km2) | Densité (hab./km2) | Président        |
| ---------------------------- | ------------------------ | ---- | ----------------- | ---------------- | ------------------ | ---------------- |
| Province autonome de Bolzano | Haut-Adige, Tyrol du Sud | BZ   | 500 030           | 7 399,97         | 67,57              | Arno Kompatscher |
| Province autonome de Trente  | Trentin                  | TN   | 519 800           | 6 206,90         | 83,75              | Maurizio Fugatti |
| Trentin-Haut-Adige           | Trentin-Tyrol du Sud     |      | 1 019 830         | 13 606,87        | 74,9               | Arno Kompatscher |

### Administration régionale
L'autorité législative de la région est assurée par le conseil régional du Trentin-Haut-Adige. Toutefois, la quasi-totalité des compétences régionales est transférée aux deux provinces autonomes qui les exercent via leurs propres institutions. La région maintient quelques fonctions en matière de cadastre et de sécurité civile, mais elle a surtout pour rôle de coordonner la politique des provinces.
Ainsi, il n'existe pas de conseil régional distinct : celui-ci se compose des deux assemblées provinciales. Tous les deux ans et demi, la présidence de la région passe du président d'une province à l'autre. L'actuel président du Trentin-Haut-Adige est Arno Kompatscher, qui succède en 2016 à Ugo Rossi, président de la province de Trente.
La fonction de Trente comme capitale est elle-même limitée, car Bolzano est aussi le siège du conseil régional et d'une partie de l'administration. Le pouvoir exécutif est exercé par le gouvernement régional (Giunta regionale en italien, Regionalregierung en allemand), composé de cinq membres de l'assemblée.

## Démographie
La population dépasse le million d'habitants. Les villes majeures sont les chefs-lieux des provinces, Trente et Bolzano, mais la population est disséminée sur l'ensemble du territoire, surtout dans les vallées.
| Ville             | Population |
| ----------------- | ---------- |
| Trente            | 112 637    |
| Bolzano           | 102 446    |
| Mérano            | 39 032     |
| Rovereto          | 38 939     |
| Pergine Valsugana | 20 950     |
| Bressanone        | 20 689     |

Dans la région, il y a trois groupes linguistiques, mais l'allemand reste majoritaire.
En 2011, la population déclare parler comme langue maternelle l'une des langues ci-dessous :
| Langues  | Nombres de locuteurs | %    |
| -------- | -------------------- | ---- |
| Allemand | 535 593              | 50,2 |
| Italien  | 483 736              | 46,4 |
| Ladin    | 46 779               | 4,4  |

Les deux provinces diffèrent beaucoup de par leurs situations linguistiques.
Le Trentin, nom dérivé de celui de la capitale Trente, est presque complètement italophone, avec quelques îlots de langue allemande et une vallée, la Val di Fassa, de langue ladine.
Le Haut-Adige désigne quant à lui la partie nord de la région, puisque le fleuve Adige y prend sa source : sa population, majoritairement germanophone, compte une petite communauté ladinophone et une importante minorité italophone (26,47 %).

## Économie
Les vallées régionales produisent de nombreux crus de vin, des primeurs, des laitages ainsi que des produits d'aviculture. L'exploitation forestière contribue à l'industrie papetière et du bois. Les sites de production chimique et métallurgique tirent parti des ressources hydro-électriques qui sont largement exportées.
La région est le siège des entreprises Birra Forst, Leitner, Prinoth, TechnoAlpin et Wildix.
Le tourisme est une source majeure de revenus pour la région tant en été qu'en hiver.

## Religion
À la suite d'une enquête menée dans la région du Trentin-Haut-Adige demandée par le diocèse de Bolzano-Bressanone et présentée en janvier 2025 comme la première étude indépendante en Italie, 59 victimes sont dénombrées. Par ailleurs, 51 % des victimes sont de sexe féminin et 29 religieux sont concernés par 67 agressions sexuelles.